# Доброчина
Доброчина (рум. Dobrocina) — село у повіті Селаж в Румунії. Входить до складу комуни Гилгеу.
Село розташоване на відстані 364 км на північний захід від Бухареста, 51 км на схід від Залеу, 54 км на північ від Клуж-Напоки.

## Населення
За даними перепису населення 2002 року у селі проживали 209 осіб.
Національний склад населення села:
| Національність | Кількість осіб | Відсоток |
| -------------- | -------------- | -------- |
| румуни         | 187            | 89,5%    |
| цигани         | 19             | 9,1%     |

Рідною мовою назвали:
| Мова      | Кількість осіб | Відсоток |
| --------- | -------------- | -------- |
| румунська | 187            | 89,5%    |
| циганська | 19             | 9,1%     |